# Desmacella arenifibrosa
Desmacella arenifibrosa är en svampdjursart som beskrevs av Jörn Hentschel 1911. Desmacella arenifibrosa ingår i släktet Desmacella och familjen Desmacellidae.
Artens utbredningsområde är havet kring Australien. Inga underarter finns listade i Catalogue of Life.